# ヘリ・ランタネン
ヘリ・ランタネン (ヘリ・オルヴォッキ・ランタネン、Heli Orvokki Rantanen、1970年2月26日 - ) は、フィンランドのカンタ＝ハメ県ランミ出身の陸上競技選手。1996年アトランタオリンピック女子やり投の金メダリストである。北欧の女性陸上競技選手として初のオリンピック金メダリストとなった。
1996年のアトランタオリンピックのやり投で彼女は67m94cmを投げ、オーストラリアのルイーズ・マクポールらを抑えて金メダルを獲得した。
2000年シドニーオリンピックでは競技には参加しなかったが、フィンランド選手団の役員として開会式旗手を務めた。